# Shendi
Shendi hay Shandi (tiếng Ả Rập: شندي) là một thị trấn ở phía bắc Sudan, cách Khartoum 150 km về phía đông bắc và thành phố cổ Meroë khoảng 45 km về phía tây nam. Đây là một trung tâm thương mại quan trọng trong lịch sử. Một tuyến đường đi xuyên qua sa mạc Bayuda kết nối thị trấn với Merowe và Napata, nằm cách 250 km về phía tây bắc. Ngôi làng Hosh Bannaga, quê hương của cựu Tổng thống Omar al-Bashir, nằm ở ngoại ô Shendi.

## Lịch sử
Nguồn gốc và lịch sử ban đầu của Shendi vẫn chưa được biết. Nó có thể đã tồn tại vào thế kỷ thứ 16. Đây từng là thị trường kinh tế chính của Sudan trong thời kỳ Vương quốc Hồi giáo Funj cho đến khi Khartoum trở thành thủ đô của Sudan. Nó cũng là một trung tâm buôn bán nô lệ. Sự phát triển của khu ngoại ô Metemma ở bờ đối diện sông Nile đã giúp Shendi tăng trưởng kinh tế.

## Dân số
| Năm             | Dân số |
| --------------- | ------ |
| 1973 (thống kê) | 24.161 |
| 1983 (thống kê) | 34.505 |
| 2007 (ước tính) | 55.516 |

## Kinh tế
Ngày nay, Shendi là một trung tâm buôn bán hàng hóa nông nghiệp từ các trang trại gần đó.

## Giao thông
Những con đường đã bắt đầu được xây dựng khắp thị trấn. Nhà ga trong vùng không còn được sử dụng cho việc đi lại của hành khách, mặc dù các chuyến tàu hàng vẫn tiếp tục sử dụng đường ray. Shendi còn có một sân bay.

## Giáo dục
Một trung tâm do UNESCO tài trợ tồn tại trong thị trấn để thúc đẩy giáo dục, chủ yếu là ngoại ngữ và công nghệ thông tin.
Đại học Shendi là một trường đại học công lập được thành lập vào năm 1994.